# Philodendron acutatum
Philodendron acutatum är en kallaväxtart som beskrevs av Heinrich Wilhelm Schott. Philodendron acutatum ingår i släktet Philodendron och familjen kallaväxter. Inga underarter finns listade.